# Martina Rüscher

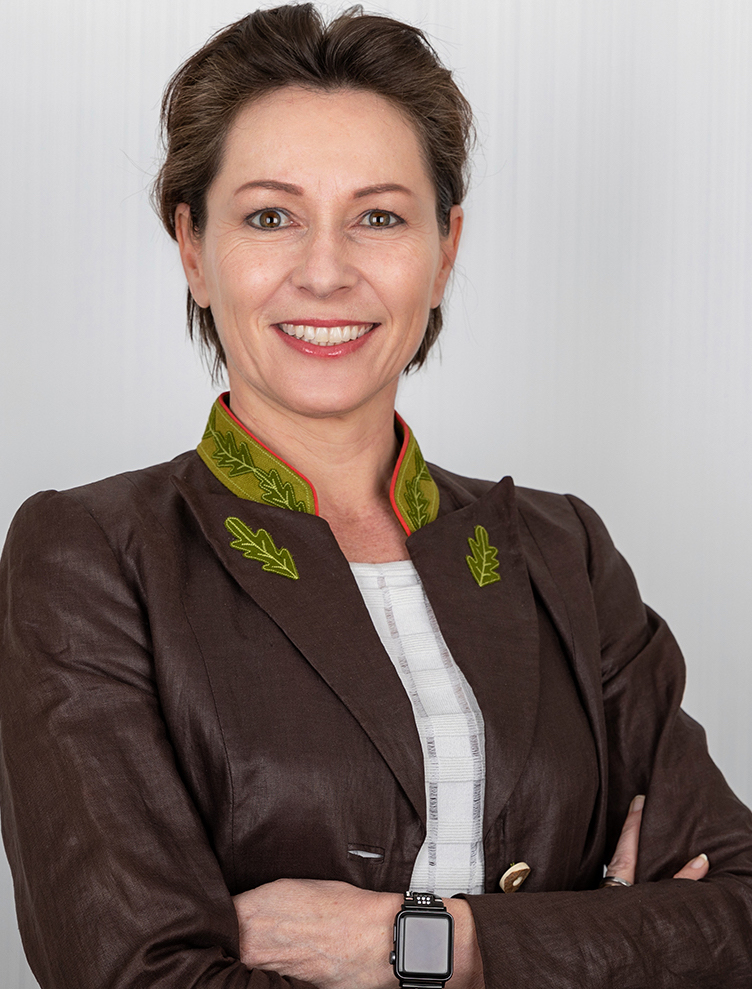
Martina Rüscher (2019)

Martina Rüscher (* 25. Juli 1972 in Innsbruck; geborene Martina Valentini) ist eine österreichische Politikerin (ÖVP) und Kommunikationsberaterin. Sie ist seit 2019 als Landesrätin für Gesundheit und Sport Mitglied der Vorarlberger Landesregierung und war zuvor von 2014 bis 2019 Abgeordnete zum Vorarlberger Landtag sowie ab 2018 zweite Vizepräsidentin des Landtags.

## Ausbildung und Beruf
Martina Valentini wurde 1972 in Innsbruck geboren und wuchs in Landeck im Tiroler Oberinntal auf. Sie besuchte von 1986 bis 1991 die Höhere Bundeslehranstalt für Wirtschaftliche Berufe Innsbruck und maturierte dort auch. Anschließend studierte sie von 1991 bis 1993 an der Wirtschafts- und Fremdsprachenakademie der Universität Salzburg.
1993 erfolgte der Einstieg ins Berufsleben beim Unternehmen Handl Tyrol in Pians, wo Martina Valentini im Export-Innendienst tätig wurde. Von 1995 bis 1996 war sie in der Folge beim Art-Verlag in Innsbruck als Leiterin der Einkaufsabteilung angestellt. 1996 heiratete Martina Valentini den Vorarlberger Physiotherapeuten Michael Rüscher und zog nach Andelsbuch in den Bregenzerwald. Gleichzeitig nahm sie eine neue Anstellung bei der Zumtobel Staff GmbH in Dornbirn an, wo sie als Assistentin im Bereich Marketing-Kommunikation tätig wurde. Im Jahr 1998 machte sich Martina Rüscher schließlich mit dem Unternehmen Martina Rüscher Veranstaltungsmanagement selbständig, 2003 gründete sie das Unternehmen VIA3 Communications.
2010 erlangte Martina Rüscher die Zertifizierung zur Projektmanagerin, 2012 absolvierte sie den akademischen Lehrgang Betriebsorganisation. Im Jahr 2014 erhielt sie den MBA in General Management Competences an der Donau-Universität Krems. Bis 2015 absolvierte sie den Universitätslehrgang PR und Integrierte Kommunikation der Universität Krems und schloss mit dem Titel MSc ab.

## Politisches Wirken
Martina Rüscher trat 1998 dem Wirtschaftsbund und damit der Österreichischen Volkspartei bei. Sie ist seit dem Jahr 2000 Mitglied der Gemeindevertretung in ihrer Heimatgemeinde Andelsbuch. Erst im Vorfeld der Landtagswahl in Vorarlberg 2014 wurde ihre Kandidatur für die Vorarlberger Volkspartei bekannt. 
Bei der Wahl selbst konnte Martina Rüscher ein Landtagsmandat im Wahlbezirk Bregenz erreichen und wurde somit am 15. Oktober 2014 erstmals als Landtagsabgeordnete angelobt. Im Landtag der 30. Gesetzgebungsperiode wurde Martina Rüscher in der Folge Bereichssprecherin des ÖVP-Landtagsklubs für die Themen Gesundheit, Frauen und Kinderbetreuung.
Seit dem 4. März 2015 ist Martina Rüscher als Nachfolgerin von Greti Schmid auch Landesleiterin der Frauenbewegung in der Vorarlberger Volkspartei.
Beim Landesparteitag der Vorarlberger Volkspartei am 9. Mai 2015 wurde Rüscher zu einer der Stellvertreterinnen des Landesparteiobmanns gewählt.
In der Landtagssitzung vom 31. Jänner 2018 folgte Martina Rüscher ihrer aus dem Landtag ausgeschiedenen Parteikollegin Gabriele Nußbaumer als zweite Landtagsvizepräsidentin nach.
Im Oktober 2019 wurde Martina Rüscher im Vorfeld der Landtagswahl am 13. Oktober von der Vorarlberger Volkspartei als Nachfolgerin von Landesrat Christian Bernhard vorgeschlagen. Bernhard hatte zuvor angekündigt, nach der Wahl nicht mehr als Landesrat für Gesundheit und Kultur zur Verfügung zu stehen. In der konstituierenden Landtagssitzung der 31. Legislaturperiode am 6. November 2019 wurde Rüscher vom Vorarlberger Landtag zur Landesrätin gewählt. Martina Rüscher ist als Landesrätin ressortzuständig für Gesundheit und Sport, Chancengleichheit und Behinderung, Sozialpsychiatrie und Sucht, Sanitätsangelegenheiten sowie Lebensmittelsicherheit und Verbraucherschutz.

## Privatleben
Martina Rüscher wohnt seit 1996 im Bregenzerwald. Sie ist seit 1997 verheiratet, hat drei Söhne und lebt mit ihrer Familie in Andelsbuch.